# 茶腹鳾
茶腹鳾（學名：Sitta europaea，「鳾」音同師）又名林鳾、普通鳾或歐亞鳾，在中國部分地區亦俗稱藍大膽，是廣泛分佈於歐洲及亞洲等地的小形雀鳥，也是鳾科鳥類中最常見且分佈最廣泛的鳥類，因此在英文中的 Nuthatch 多單指這種鳥類。
像其他鳾類一樣，牠是一種短尾鳥，擁有長喙、藍灰色的上體以及黑色的眼紋。這種鳥叫聲響亮且反覆發出dwip的聲音。茶腹鳾有三個主要群體，超過20個亞種；分布於範圍西部的鳥種有橙色底色和白色喉部，俄羅斯的鳥種有較白的腹部，而東部的鳥種與歐洲的鳥種相似，但缺少白色喉部。
牠偏好的棲地是成熟的闊葉或混合林地，最好有大型的老樹，尤其是橡樹。成對的茶腹鳾擁有永久性的領地，通常築巢於樹洞內，通常是舊的啄木鳥巢，但有時也會使用天然的洞穴。如果洞口過大，雌鳥會用泥巴封住洞口，以減少洞口的大小，並經常將洞穴內部也塗上泥巴。雌鳥通常會產下6到9顆帶紅色斑點的白色蛋，蛋會被放置在松樹或其他木屑的深底上。
茶腹鳾主要以昆蟲為食，特別是毛毛蟲和甲蟲，但在秋冬季節，牠的食物中也會加入堅果和種子。幼鳥主要以昆蟲為食，偶爾也會吃一些種子，牠們的食物主要來自樹幹和大樹枝。鳾類可以頭朝下地在樹上覓食，也能攀爬覓食。牠們經常到鳥食台取食，除了種子外，還會吃含脂肪的人造食物。茶腹鳾是著名的儲食者，一年四季都會儲存食物。牠的主要天敵是北雀鷹。
林地的破碎化可能導致當地繁殖鳥類的消失，但這種鳥類的分布範圍仍在擴大。牠擁有龐大的族群和廣泛的繁殖區，因此國際自然保護聯盟（IUCN）將其列為「無危」物種。

## 分類
鳾科是一個由外形相似的鳥類組成的科，牠們擁有短尾、短翼、緊湊的身體和較長的尖喙。牠們的上體為灰色或藍色，具有黑色的眼紋和強壯的腳。所有鳾科的鳥類都屬於單一的鳾屬（Sitta）。 在這個屬內，茶腹鳾與栗臀鳾、栗腹鳾、東方栗腹鳾和克什米爾鳾形成一個超種，過去曾被認為與這些鳾屬鳥類是同種異名。
茶腹鳾最早由卡爾·林奈在其1758年出版的里程碑著作《自然系統第十版》中首次進行描述，並使用了其現今的學名。 Sitta 源自古希臘語中對這種鳥的名稱，sittē， 而物種名europaea則是拉丁語中的「歐洲」之意。 「Nuthatch」這個名稱最早記錄於1350年，來自於「nut」（堅果）和可能與「hack」（劈開）相關的詞，因為這些鳥類會將堅果楔入縫隙中然後劈開來吃。
2014年，Eric Pasquet及其同事發表了一篇基於體細胞核DNA和線粒體DNA對21種鳾屬鳥類進行研究的系統發生學研究。 在europaea群中，岩棲的西部岩鳾（S. neumayer）和岩鳾（S. tephronota）與茶腹鳾形成兩個支系，並在約1300萬年前分開。在europaea群中，白尾鳾（S. himalayensis）——以及未被研究納入的白眉鳾（S. victoriae）——似乎是基礎支系，而茶腹鳾與栗臀鳾（S. nagaensis）和克什米爾鳾（S. cashmirensis）關係密切。栗腹鳾（S. castanea）、東方栗腹鳾（S. cinnamoventris）、緬甸栗腹鳾（S. neglecta）和西伯利亞鳾（S. arctica）未被納入研究。所有europaea群的物種都會用泥工技術來縮小巢穴入口。 2020年將會發表一項新的系統發生學研究，涵蓋鳾屬鳥類的更全面分析，尤其包括上述四個物種。該研究使用了三個線粒體基因和兩個核基因。來自亞洲南部的三個物種（栗腹鳾、東方栗腹鳾和緬甸栗腹鳾）與克什米爾鳾關係密切，但令人驚訝的是，西伯利亞鳾位於獨立的分支上，與茶腹鳾相當遠，儘管它長期以來被視為茶腹鳾的亞種。
Päckert及其同事的研究（2020）也包括對茶腹鳾亞種的全面取樣。研究顯示，亞種可分為三大類群，這與傳統上基於腹部顏色的區分並不完全吻合。第一類為「歐洲鳾」，包括所有歐洲的亞種，不論是橙腹還是白腹，以及近東地區的亞種。 這與「亞洲鳾」群體有關，包括生活於亞洲北部從哈薩克到韓國和日本的亞種，這些亞種皆為白腹。最後，「東部鳾」群體包括分布在北部和中國東部及台灣的亞種。
鳾的化石紀錄相對稀少，且在歐洲僅限於發現於下中新世的滅絕物種Sitta senogalliensis，這些化石來自義大利及稍晚於法國的材料；該科似乎起源較為近期。

### 亞種
茶腹鳾有超過20個亞種，但具體數量存在爭議。這些分類可以分為三個主要群體；這些群體可能直到最近才從地理上彼此隔離。在這些群體的分布範圍重疊處，會出現中間型外觀的鳥類。
| 亞種          | 亞種                 | 亞種                                           | 亞種 |
| 亞種群體      | 外觀                 | 分布範圍                                       | 亞種 |
| ------------- | -------------------- | ---------------------------------------------- | --- |
| caesia 群體   | 橙黃色胸部，白色喉部 | 大部分歐洲、北非、中東                         | S. e. caesia, S. e. hispaniensis, S. e. cisalpina, S. e. levantina, S. e. persica, S. e. rubiginosa, S. e. caucasica |
| europaea 群體 | 白色胸部             | 從斯堪地那維亞和俄羅斯東部延伸到日本和中國北部 | S. e. europaea, S. e. asiatica, S. e. arctica, S. e. baicalensis, S. e. albifrons, S. e. sakhalinensis, S. e. takatsukasai, S. e. clara, S. e. amurensis, S. e. hondoensis, S. e. roseilia, S. e. bedfordi, S. e. seorsa |
| sinensis 群體 | 橙黃色胸部與喉部     | 中國南部與東部、台灣                           | S. e. sinensis, S. e. formosana |

東北西伯利亞的大型白胸型 S. e. arctica 在外觀和基因上具有獨特性，可能是另一個亞種群體，甚至可能是一個獨立的物種。

Sitta europaea asiatica, 眉毛和額頭基部為白色，紅棕色的尾部區域不太大。.
Sitta europaea europaea, 腹部為白色的個體，如斯堪地那維亞和俄羅斯西部的個體。.
Sitta europaea caesia, 發現於大陸歐洲。
Sitta europaea sinensis, 這個亞種的腹部顏色較深。

## 描述

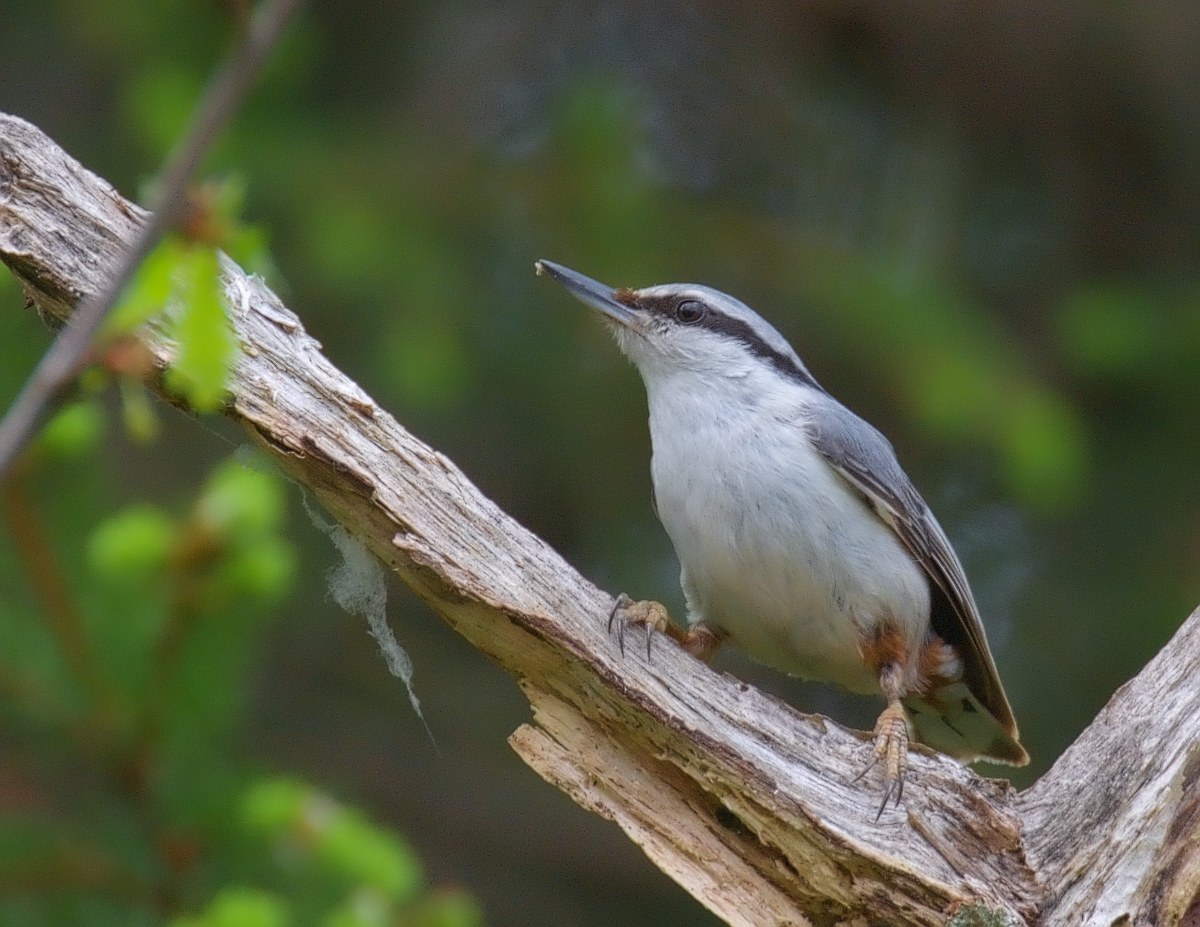
S. e. europaea 雌鳥, 瑞典

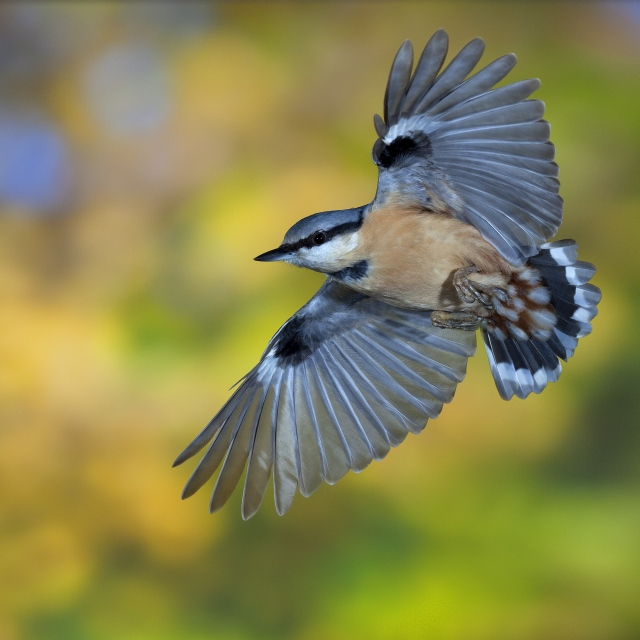
飛行中的 Sitta europaea caesia 亞種個體。

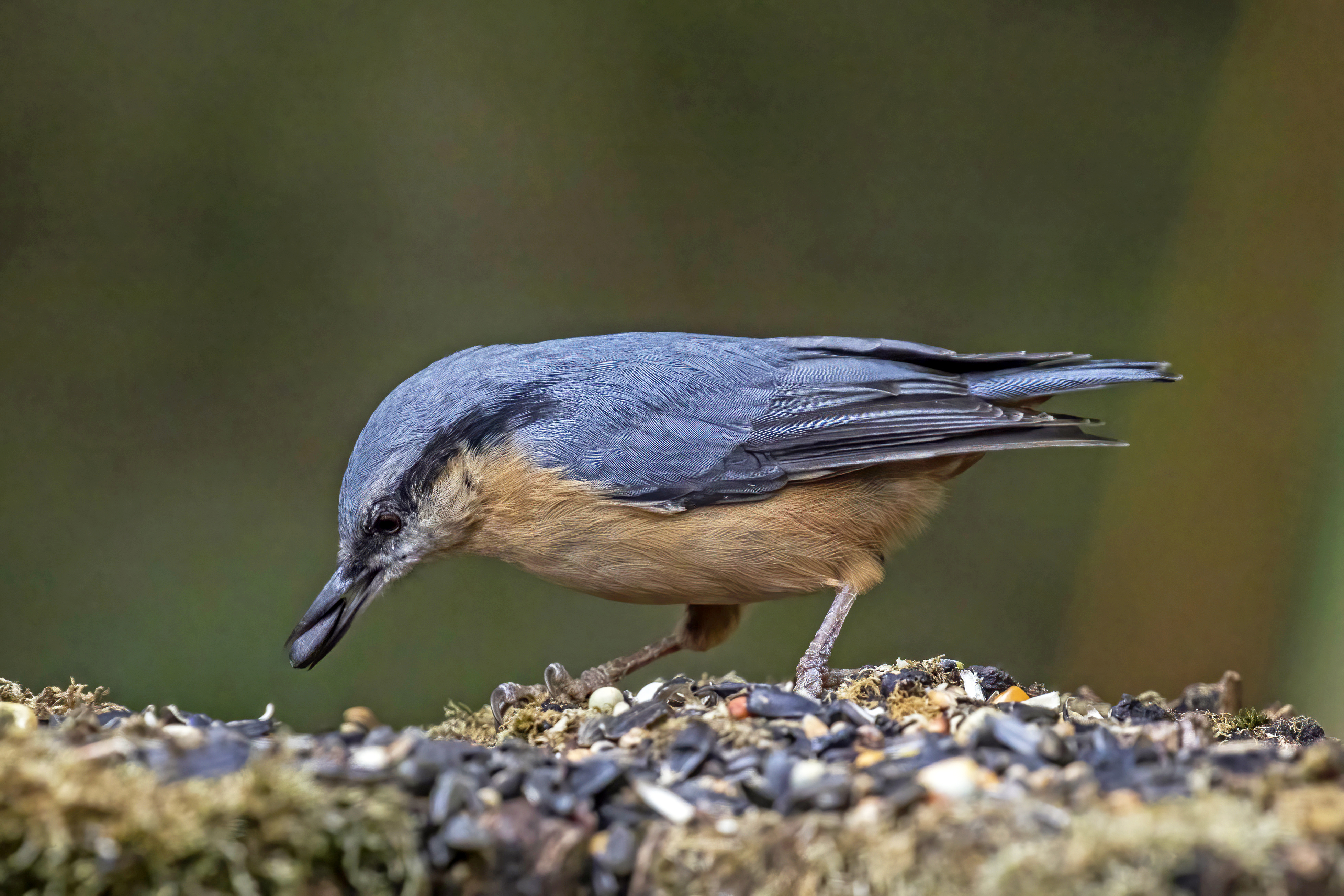
在吃種子, 匈牙利

指名亞種S. e. europaea的成年雄鳥長14 cm（5.5英寸），翼展22.5—27 cm（8.9—10.6英寸）。 體重17—28 g（0.6—1 oz）。牠的上體為藍灰色，具有黑色眼紋，喉部和下體為白色。兩側和下腹呈橙紅色，尾下有白色斑點。粗壯的喙為深灰色，喙基部較淺，虹膜為深棕色，腿和腳為淺棕色或灰色。 S. e. europaea 群的大多數其他成員與指名亞種只有細微差異，通常是在下體色調方面有些不同， 但 S. e. arctica 非常獨特。牠體型較大，顏色較淡，前額為白色，眼紋較小，尾部和翅膀的白色部分比其他亞種都多。 鳾在樹上移動時以小跳步前進，不會用尾巴支撐。牠們的飛行有特徵性外觀，頭部尖、翅膀圓、尾巴短而方。飛行速度快，翅膀拍打之間會合起來，飛行通常時間較短。
西方最廣泛分布的亞種S. e. caesia 的下體為橙黃色，除了喉部和面頰為白色。其他西方亞種主要在下體的確切色調上有所不同，儘管一些東南方的亞種也顯示出白色前額和眉線。中國和台灣的S. e. sinensis 和 S. e. formosana 下體為橙黃色，類似於西方亞種，但喉部為橙黃色而非白色。
雌鳥的外觀與雄鳥相似，但可以通過稍淡的上體、更棕的眼紋以及更淡的兩側和下腹色調來識別。 在東方亞種S. e. asiatica中，一些雄鳥的下體與雌鳥相似，這使得在野外區分這些鳥的性別變得困難。 幼鳥與雌鳥相似，但其羽毛顏色較暗淡，腿的顏色也較淺。 在某些白胸亞種中，從約12天大時即可可靠地分辨雌性幼鳥，其兩側和下體顏色較淡，或下體的色調較為奶油色。
成鳥在繁殖後會進行一次完整的換羽，大約需要80天，從5月底開始，至9月底完成。西伯利亞鳥類的換羽期更短，從6月到9月中旬。幼鳥在大約八週大時會換掉一些翅膀的覆羽。
在其大部分分布範圍內，茶腹鳾是唯一存在的鳾類。在東南歐和西南亞地區，西方岩鳾和岩鳾體型較大，顏色較淡，且尾巴上沒有白斑，通常棲息在不同的多石棲地。而克魯珀鳾體型較小，具有黑色的帽子和紅褐色的胸斑。在中國西南部，栗臀鳾與歐洲的鳾非常相似，但其背部顏色較深，臉部白色較少，下體顏色較灰。

### 相似物種
在大部分的分布範圍內，茶腹鳾是唯一存在的鳾類。在東南歐和西亞，岩鳾（S. tephronota） 和西方岩鳾 （S. neumayer） 棲息於岩石環境中，體型較大且顏色較淡。茶腹鳾物種的尾部沒有白色斑點。在同一地區，克魯珀鳾 （S. krueperi） 體型較小，擁有深色的頭冠和胸部的大型紅棕色斑塊。在中國西南部，栗臀鳾 （S. nagaensis） 與茶腹鳾非常相似，但其上體較深，臉部白色較少，下體顏色較灰。西伯利亞鳾（S. arctica） 曾被認為是茶腹鳾的亞種，但與其有明顯不同，體型較大、顏色較淡，眼紋較短且細，喙較長且較直，尾部白色部分比任何其他亞種都多。

分佈範圍與歐亞鳾重疊的其他鳾
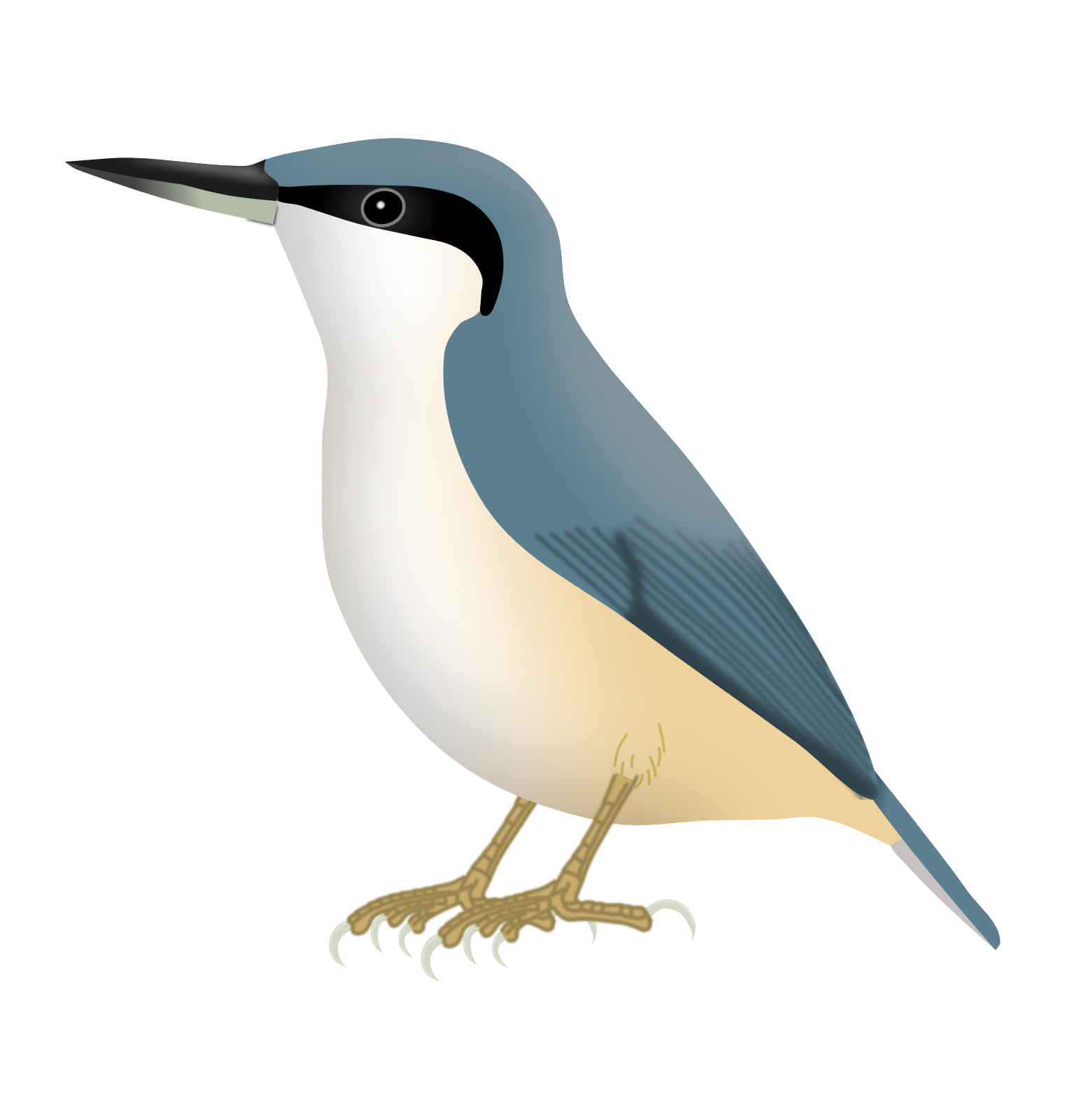
岩鳾 (S. tephronota)
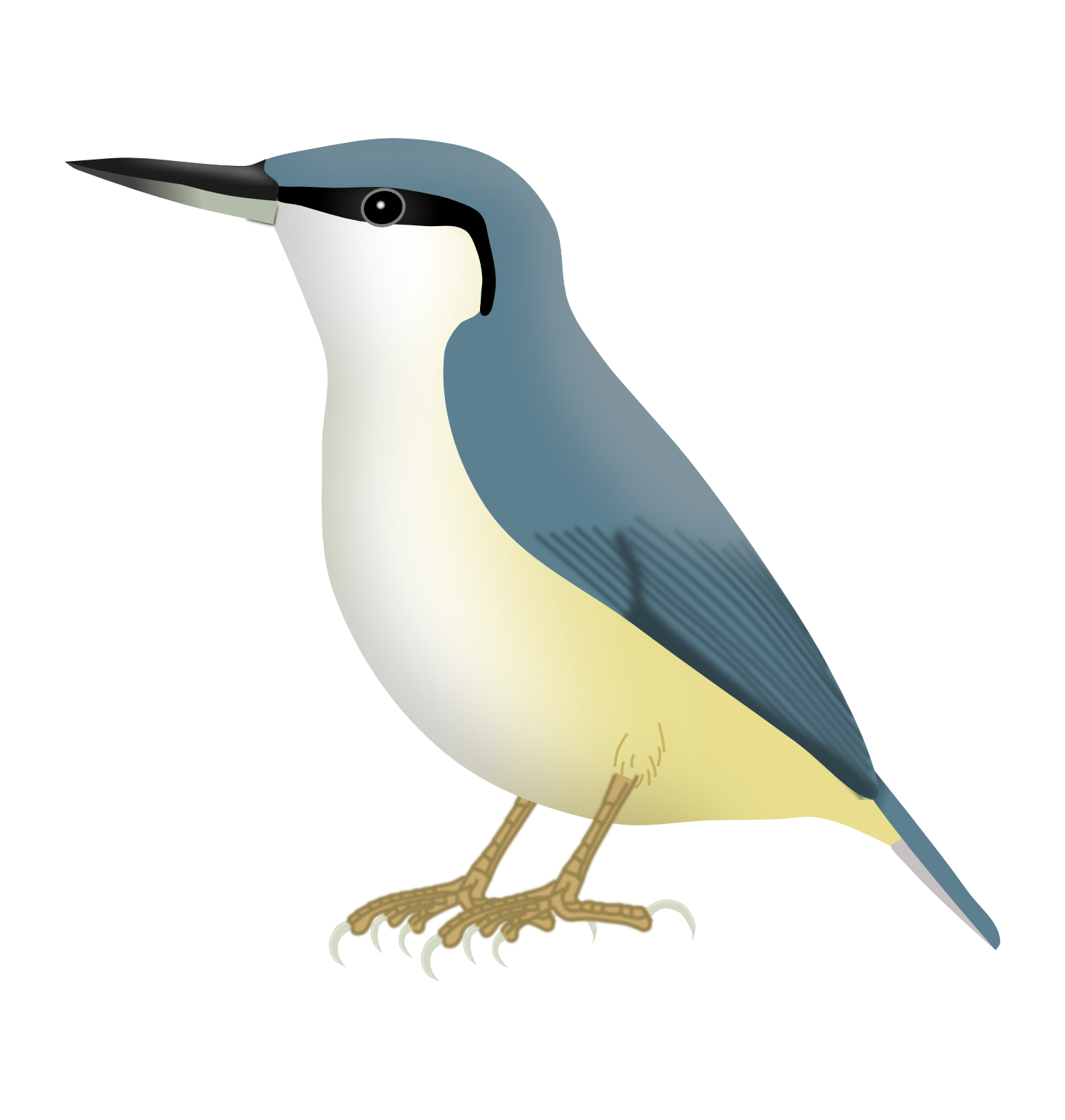
西方岩鳾 (S. neumayer)
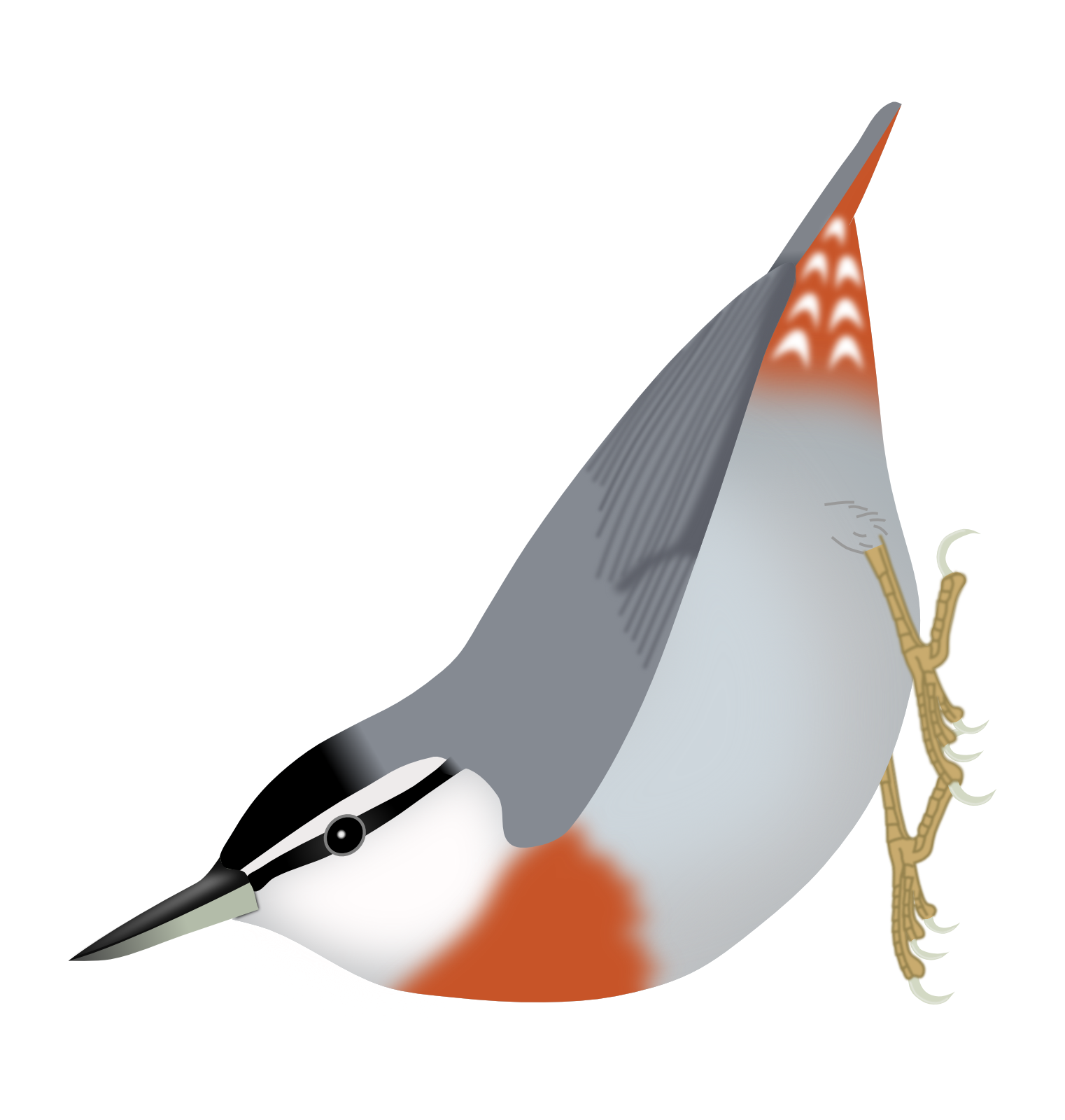
克魯珀鳾 (S. krueperi)
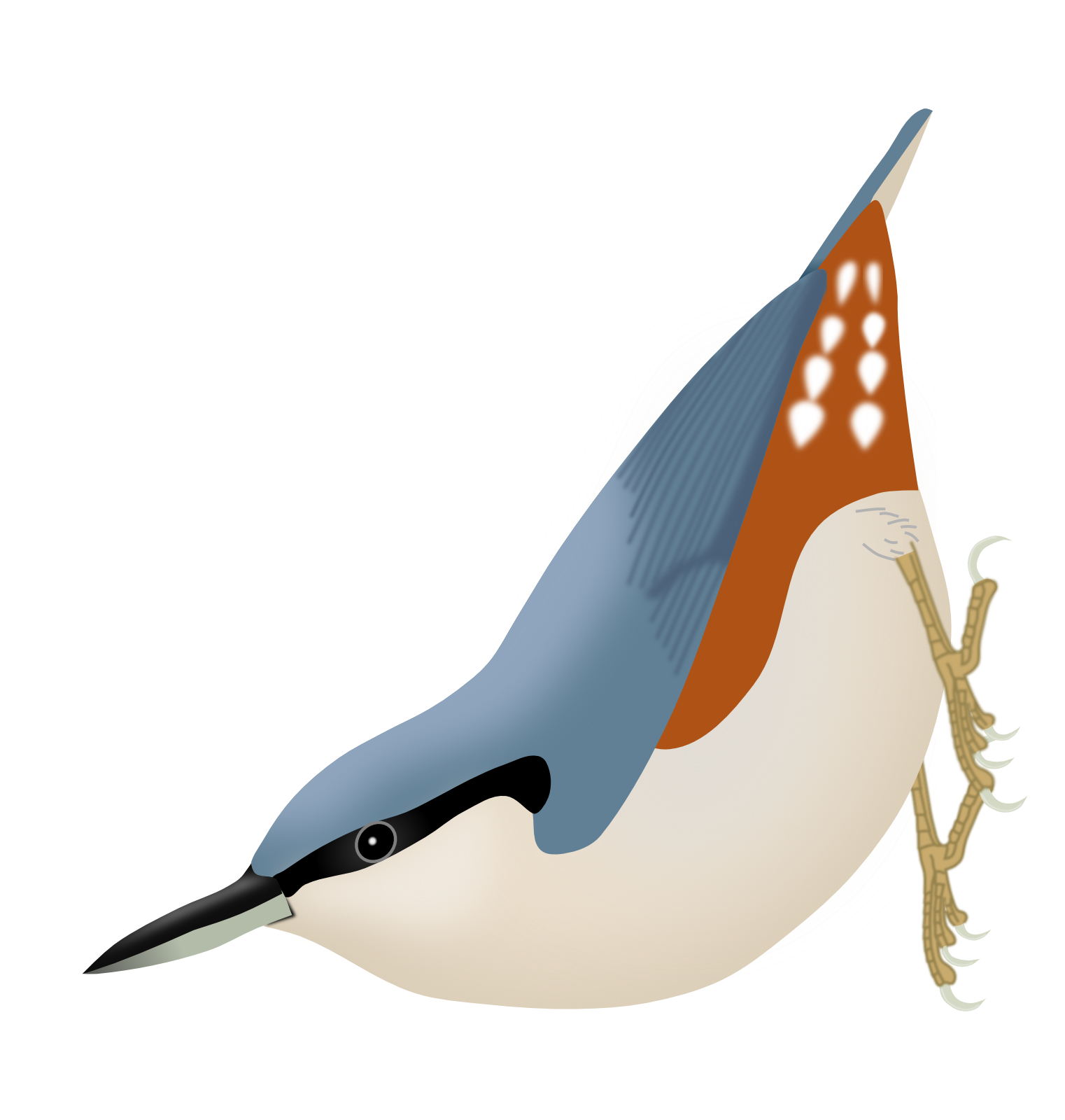
栗臀鳾 (S. nagaensis)
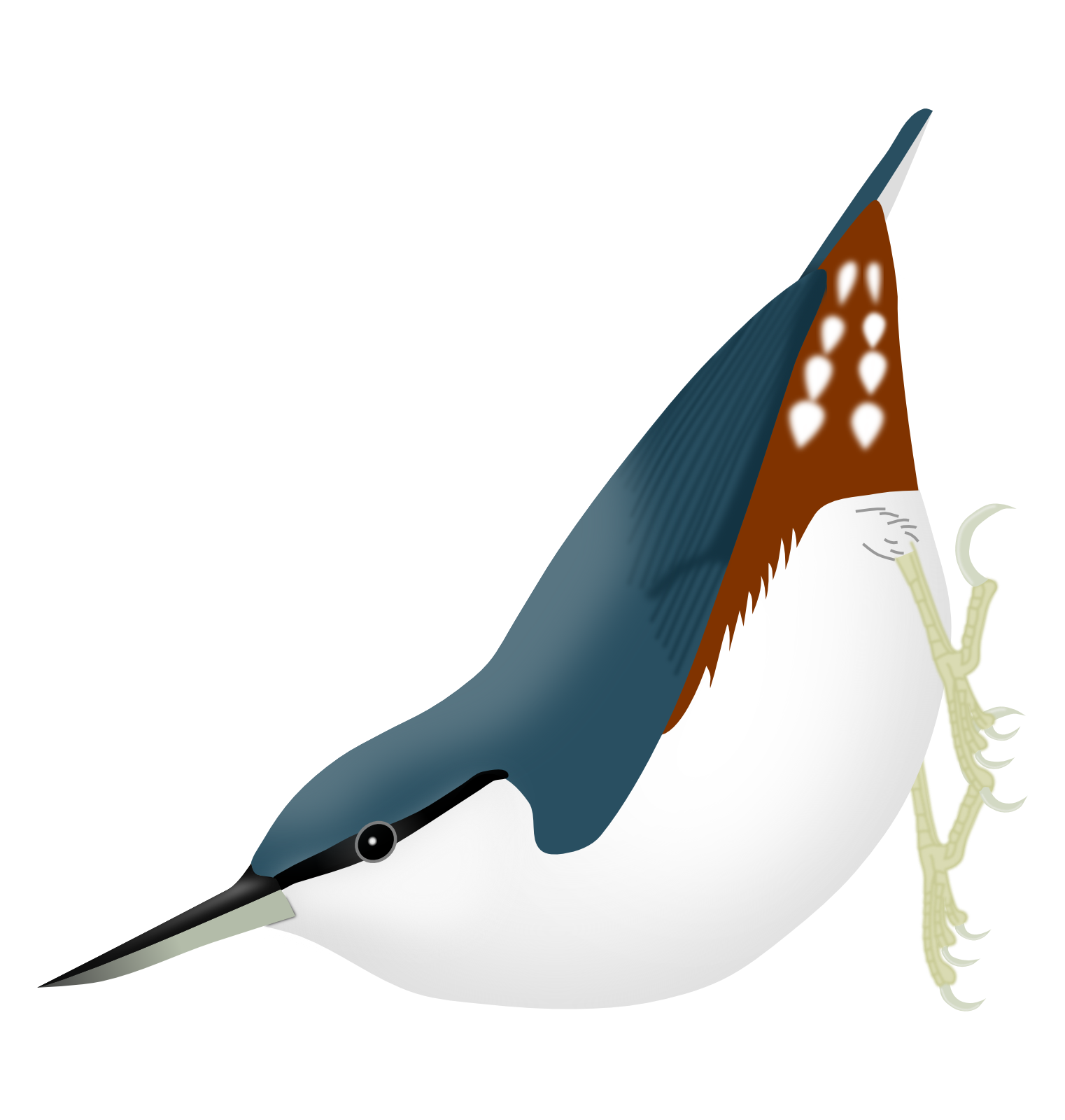
西伯利亞鳾 (S. arctica)

### 聲音
茶腹鳾經常鳴聲，通常發出響亮而尖銳的dwip聲，通常重複兩次，若興奮時可能會更頻繁。牠的警告叫聲為尖銳的 sirrrr或tsi-si-si，起飛前的叫聲為細小的tsit。牠的歌聲是一種緩慢的哨音pee-pee-pee，具有許多變體，包括較快的版本，有時會夾雜叫聲。
獨特的S. e. arctica的歌聲據說與其近親有明顯不同，這可能有助於確定其是否為一個完整的物種，但對其發聲的研究仍然不足。

## 分布與棲地
茶腹鳾的繁殖範圍遍布溫帶歐亞大陸，從英國（不包括愛爾蘭）到日本。 牠們分布於7月等溫線 16—20 °C（61—68 °F）之間，北至俄羅斯西部大約緯度64°N，西伯利亞則北至69°N。牠的繁殖範圍南至歐洲的地中海地區，儘管除了西西里島外，在島嶼上並不常見，並且在俄羅斯大部分地區，南部邊界大約在北緯54–55°。在東部，牠的分布範圍涵蓋中國大部分地區、台灣和朝鮮半島。 牠曾作為迷鳥出現在黎巴嫩和海峽群島，指名亞種偶爾在芬蘭出現，當地通常為S. e. asiatica亞種的分布範圍。
大多數族群是定居性的，除了繁殖後一些幼鳥的擴散，牠們不願意跨越即便是短距離的水域。北部和東部的繁殖鳥類依賴新疆五針松的毬果，如果收成失敗，許多S. e. asiatica亞種的鳥類可能在秋天遷移至瑞典北部和芬蘭，有時會留下來繁殖。西伯利亞的S. e. arctica冬季可能會向南和向東作出有限的遷移，而來自俄羅斯東南部的S. e. amurensis則常在冬季出現在朝鮮半島。
牠們偏好的棲地是有大型老樹的成熟林地，這些林地提供了豐富的覓食空間和巢穴。在歐洲，牠們偏好闊葉或混合林，特別是包含橡樹的林地。公園、老果園和其他有大片合適樹木的林地也可能成為棲地。在山區，老雲杉和松樹林經常被利用，而在台灣，松樹也是偏好的棲息樹種。在俄羅斯大部分地區，針葉樹常被用作築巢之處，但當地的族群密度相對較低。摩洛哥的鳥類則在橡樹、北非雪松和冷杉中築巢。不尋常的棲地包括蒙古的矮刺柏以及西伯利亞南部有限地區的岩石地帶。
在其分布範圍的北部，茶腹鳾主要棲息於低地，但在瑞士可達到1,200米（3,900英尺）或更高的樹線高度繁殖，有時在奧地利也可達到1,800—2,100米（5,900—6,900英尺）的高度繁殖。牠在土耳其、中東和中亞的山區也繁殖。牠主要是日本南部和台灣的山地鳥類，達到760—2,100米（2,490—6,890英尺）的高度，但在中國南部，栗臀鳾是高地物種，茶腹鳾則生活在較低的高度。

## 行為

### 繁殖

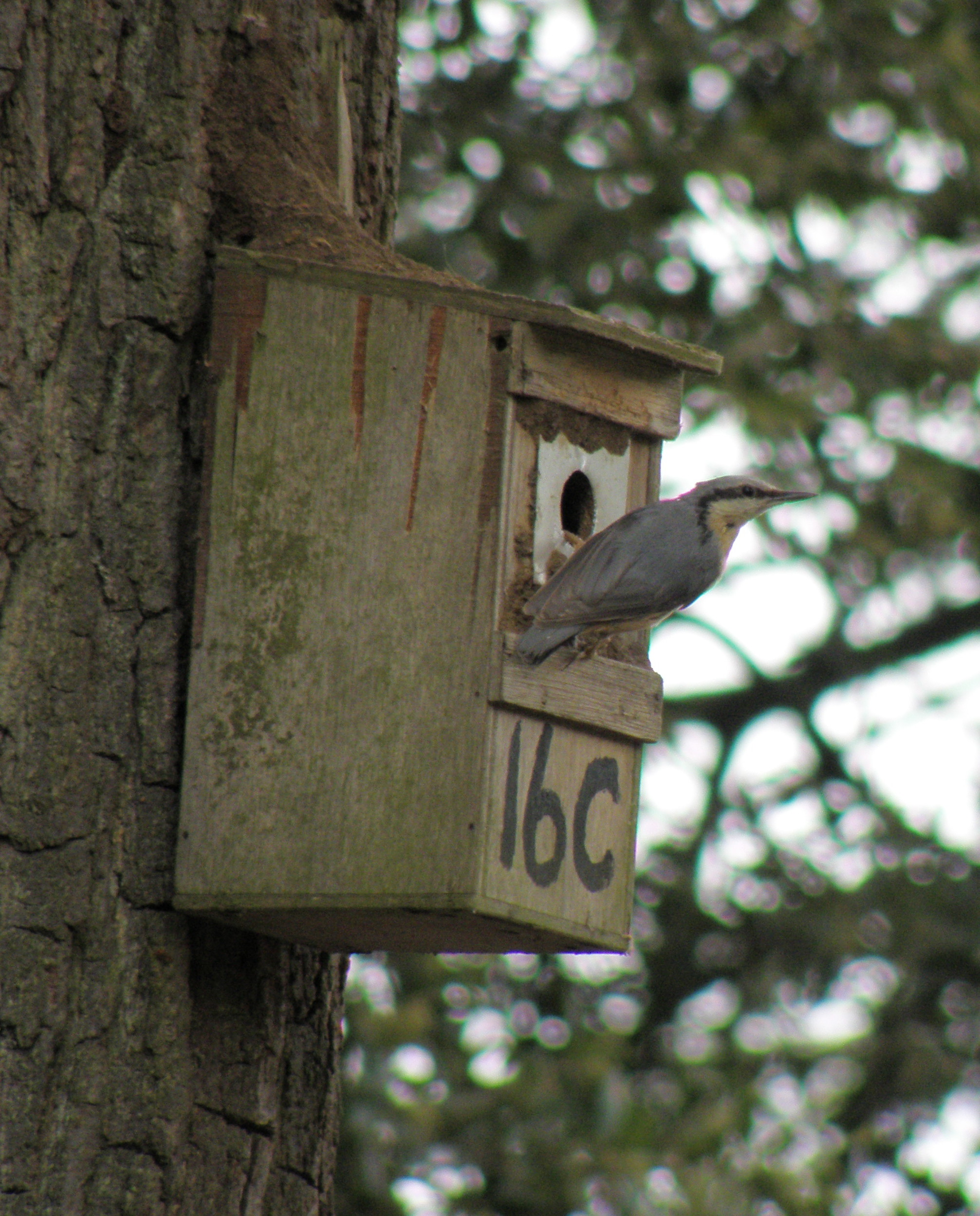
與其他樹洞築巢鳥類相比，茶腹鳾更不願意使用巢箱.

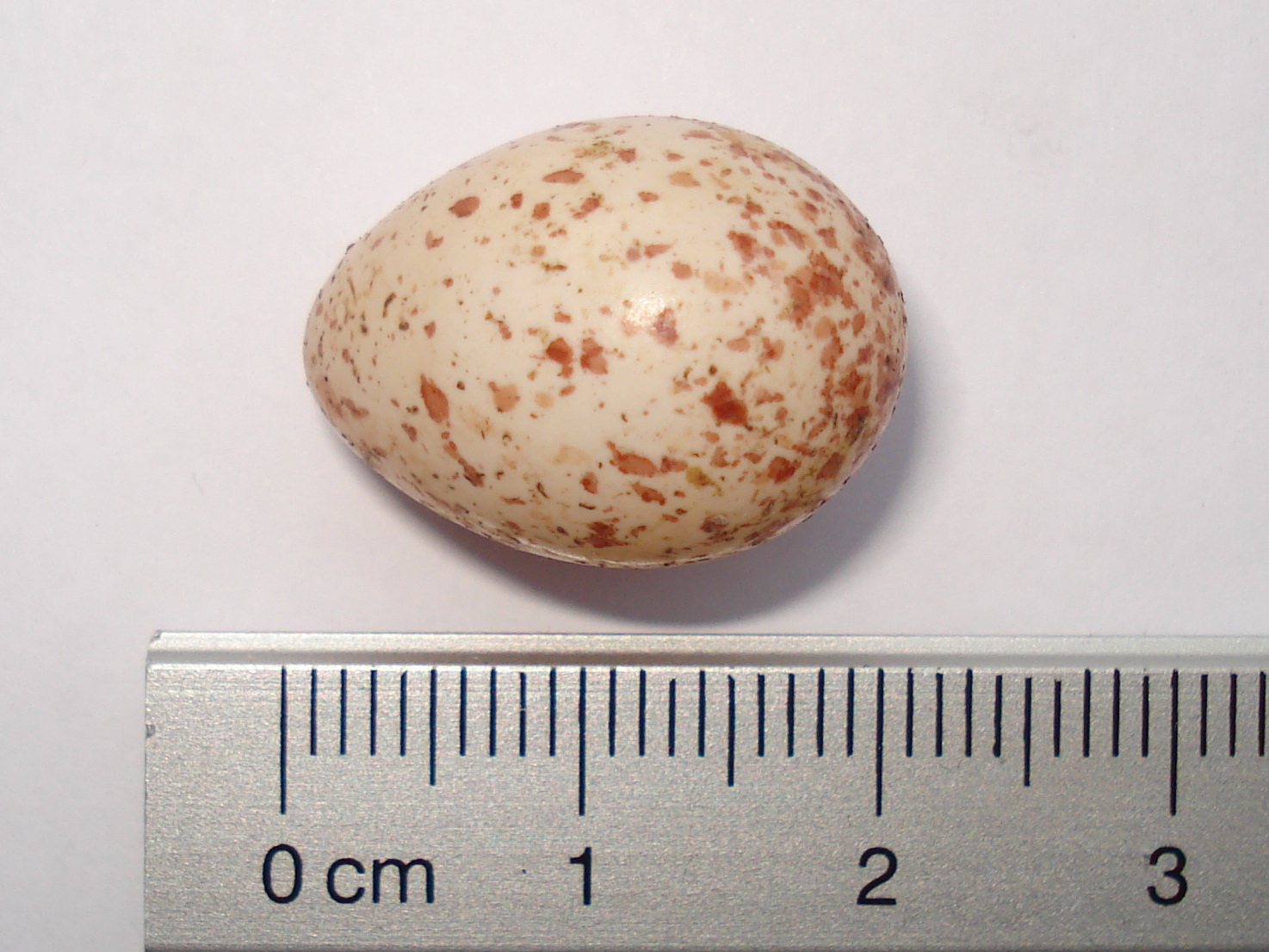
蛋

鳾類是單配偶制的，並且一對鳾類會佔據一個繁殖領域，在這個領域內度過冬天。 領域大小在歐洲範圍內約為2—10公頃（5—25英畝），而在西伯利亞次理想的針葉林中平均為30.2公頃（75英畝）。 雄鳥會唱歌來保護自己的領域並吸引配偶。雙方在求偶展示中會有一種漂浮、顫抖的飛行，雄鳥還會以展開的尾巴和抬高的頭部做環形飛行。此外，雄鳥在求偶期間會餵食雌鳥。 儘管牠們配偶關係終生保持，但德國的一項基因研究顯示，在研究區域中，至少有10%的幼鳥是由其他雄鳥，通常是來自鄰近領域的雄鳥，所繁殖的。
巢築於樹洞中，通常是舊的啄木鳥洞，有時是天然形成的洞穴。偶爾，雌鳥會擴大腐爛木頭中的現有洞口。巢通常位於地面以上2—20米（7—66英尺）的高度，底部由松樹皮或其他木屑構成，偶爾會輔以乾燥的植物材料。如果洞口過大，牠們會用泥土、黏土，有時甚至是糞便來封住入口使其變小。 小入口和寬敞的內部，加上用木屑形成的深層基底，可用來掩埋蛋和小幼鳥，這些可能是為了降低被捕食的機會。入口較小的巢通常更成功。 在當地，較小的入口可能降低巢被歐洲椋鳥接管的可能性。 雌鳥承擔了大部分築巢工作，經常也會將洞穴內部抹上一層泥巴，築巢過程可持續長達四週時間。巢常常會在隨後幾年重複使用。
巢卵通常為6至9顆帶紅色斑點的白色蛋，有時多達13顆。蛋的平均尺寸為19.5 mm × 14.4 mm（0.77英寸 × 0.57英寸），重量為2.3 g（0.081 oz），其中6%為蛋殼重量。 雌鳥孵化蛋的時間為13至18天，並會照顧剛孵化的晚熟鳥絨毛幼鳥，直到牠們在20至26天後離巢。雙親會在幼鳥離巢後繼續餵養牠們，直到8至14天後幼鳥能夠獨立。通常每年只繁殖一窩。 當使用巢箱時，蛋巢的大小和成功離巢的雛鳥數量在較大的巢箱中更高。出於尚不明確的原因，洞穴大小與天然洞穴的繁殖結果之間並無聯繫。
由於這種鳥類的定居性，幼鳥只能透過找到空閒區域或替代死亡的成鳥來獲得領域。在歐洲，年輕的鳥類幾乎一般遷移至無人佔據的棲地，但在西伯利亞的較大領域中，大多數幼鳥生活在成對繁殖的範圍內。
在大部分分布範圍內，成鳥的年存活率約為51%， 而比利時的一項小型研究發現，幼鳥的局部存活率為25%。 其典型壽命為兩年，野外鳥類的最長壽命記錄為12年11個月，來自英國的紀錄。 瑞士還有一項10年6個月的壽命紀錄。

### 覓食
茶腹鳾主要以昆蟲為食，特別是毛毛蟲和甲蟲。在秋季和冬季，牠的食物中會加入堅果和種子，偏好榛果和山毛櫸的果實。幼鳥主要以牠們父母偏好的昆蟲為食，並輔以一些種子。食物主要在樹幹和大樹枝上尋找，但有時也會檢查較小的樹枝，尤其是在非繁殖季節時，牠們也會從地面覓食。鳾類可以頭朝下地在樹上覓食，也能攀爬覓食。有些獵物是在飛行中捕捉的，鳾類會移除樹皮或腐爛的木頭來尋找昆蟲，但牠無法像啄木鳥那樣鑿穿健康的木頭。一對鳾類可能會暫時加入混群覓食，當它們的領地附近有其他鳥類覓食時。 茶腹鳾在冬季會經常光顧鳥食台和鳥食器，食用人造的食物如脂肪、奶酪、黃油和麵包。 甚至有記錄顯示牠們會取食屠宰場的內臟。 大型的堅果或昆蟲等較硬的食物會被楔入樹皮的縫隙中，然後用強壯的喙將其敲碎。
植物性食物全年儲存，但主要集中在秋季。單顆種子被藏於樹皮的裂縫中，偶爾會藏在牆縫或地面中。食物通常用地衣、苔蘚或小片樹皮掩蓋。這些儲存的食物會在寒冷的天氣中取回。西伯利亞的鳥類會儲存西伯利亞松的種子，有時儲存的數量足夠牠們吃上一整年。 儲存的食物有時會包括非植物材料，如麵包、毛毛蟲和幼蟲，這些幼蟲會被敲打至無法動彈。 儲存食物是一種長期策略，儲存的食物只有在新鮮食物難以找到時才會消耗，有時在儲存後長達三個月才會食用。擁有良好儲存食物的鳥類比資源有限的鳥類更為健康。 山毛櫸果實的產量每年波動很大。在以山毛櫸果實為重要食物來源的地區，成鳥的存活率在果實產量低的年份基本不受影響，但幼鳥的數量在秋季會因飢餓或遷徙而減少。 在榛樹為主要樹種的地區，堅果產量低的年份，成鳥存活和幼鳥數量減少的模式也類似。

### 捕食者與寄生蟲
在茶腹鳾的歐洲大部分範圍內，牠的主要捕食者是北雀鷹。 其他已知會捕食這種鳾類的物種包括蒼鷹、隼、灰林鴞、花頭鵂鶹以及鼬鼠。 一項瑞典研究顯示，研究區域內6.2%的鳾巢被捕食者襲擊。捕食者尚未被確認，但同一研究中山雀巢的主要捕食者是大斑啄木鳥。
歐洲椋鳥會佔據茶腹鳾的巢穴，降低其繁殖成功率。這種情況最有可能發生在巢位於高處且當地鳾類繁殖密度較高的情況下。 引入的紅領綠鸚鵡也可能與茶腹鳾競爭巢穴。鸚鵡通常出現在破碎的城市林地中，而鳾類則偏好大型的老橡樹林地，這減少了競爭的程度。進行2010年比利時研究的鳥類學家認為，這個問題尚不嚴重到需要對鸚鵡進行撲殺。
已在茶腹鳾的鼻腔中發現了屬於Ptilonyssus的蟎，如P. sittae。 腸道寄生蟲包括線蟲Tridentocapillaria parusi和Pterothominx longifilla。 在斯洛伐克和西班牙的小型研究中未發現血液寄生蟲，但西班牙的一項較大調查顯示，有Plasmodium感染的證據。

## 狀態
茶腹鳾在歐洲的族群數量估計為2,250萬至5,700萬隻，這意味著全球總數可能在4,590萬至2.28億隻之間。中國、台灣、韓國、日本和俄羅斯各地的繁殖對數在1萬至10萬對之間。 已知的繁殖區約為2,330萬平方公里（900萬平方英里）， 這占了很大一部分潛在的適合棲地， 且族群數量看起來穩定。由於數量龐大且繁殖範圍廣泛，這個物種被國際自然保護聯盟（IUCN）列為無危物種。
茶腹鳾在其大部分分布範圍內都很常見，儘管在遠北地區和針葉林中的密度較低。西伯利亞的年族群數量根據松果的年產量而波動。 近幾十年來，鳾類已經在蘇格蘭和荷蘭定居，並擴展到威爾士、英格蘭北部、挪威和北非的高阿特拉斯山脈。S. e. asiatica 在芬蘭和瑞典北部會在遷徙爆發後間歇性繁殖。由於大樹是必需的，砍伐或破碎化的老林地可能導致當地族群的減少或消失。

## 圖庫

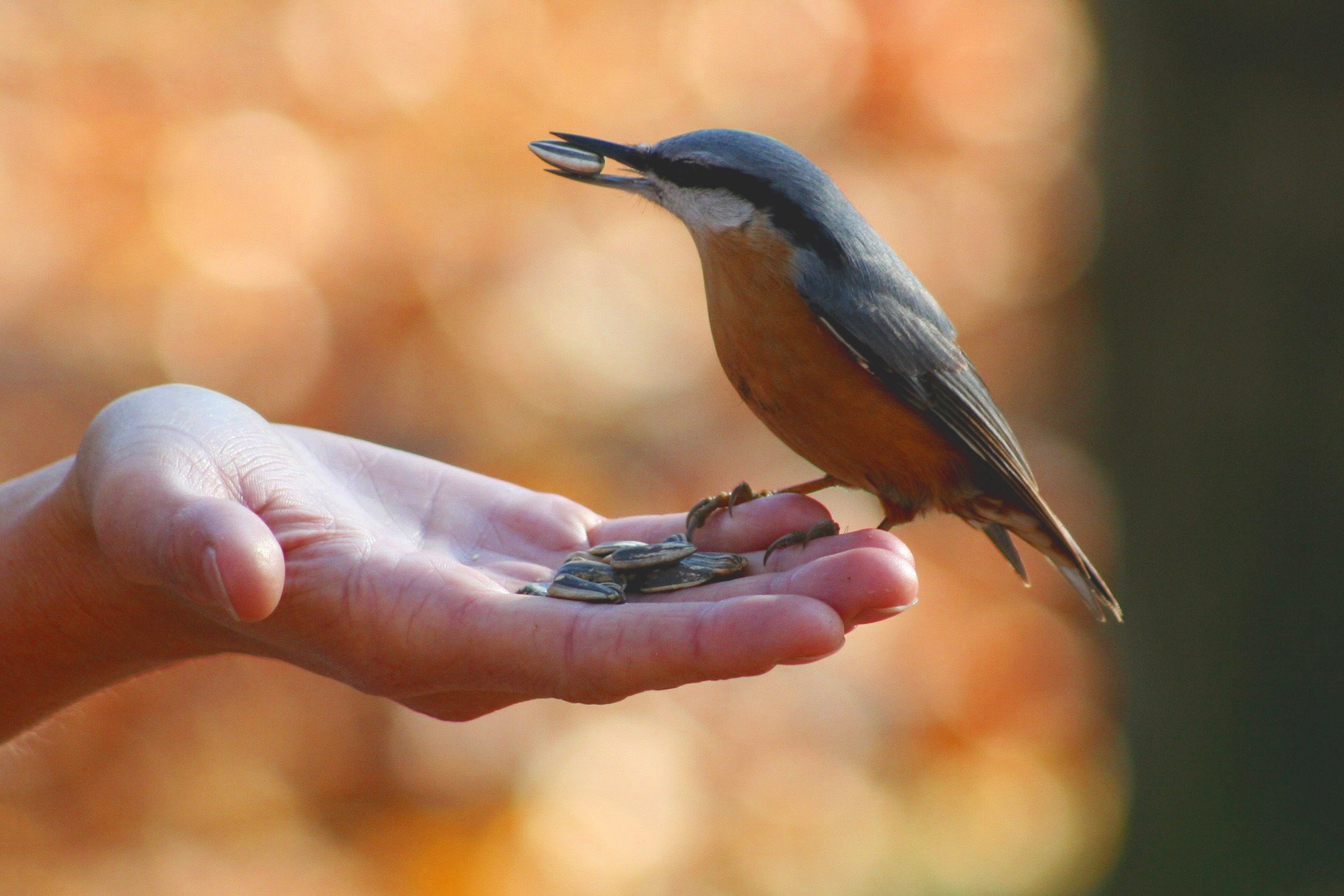
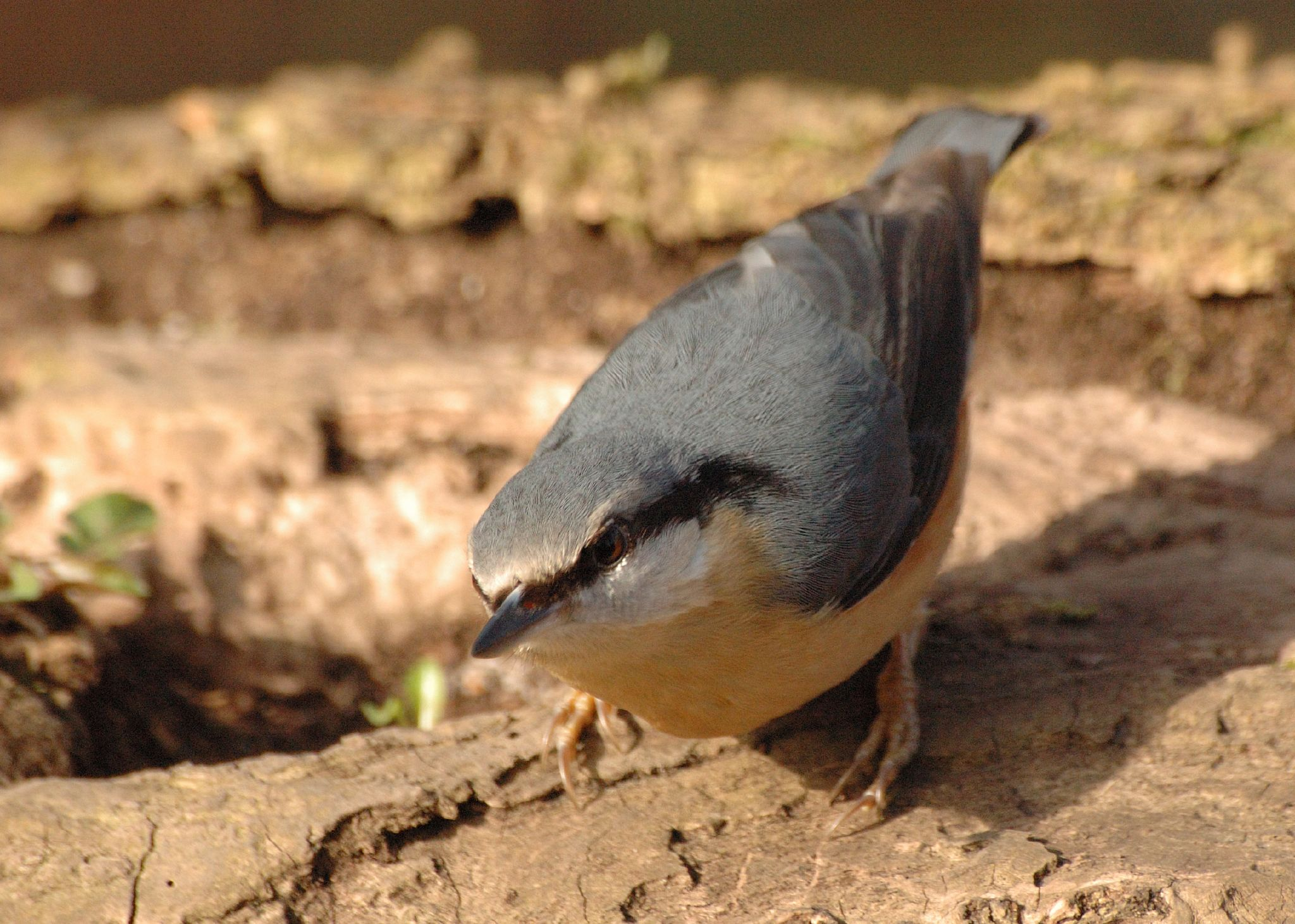
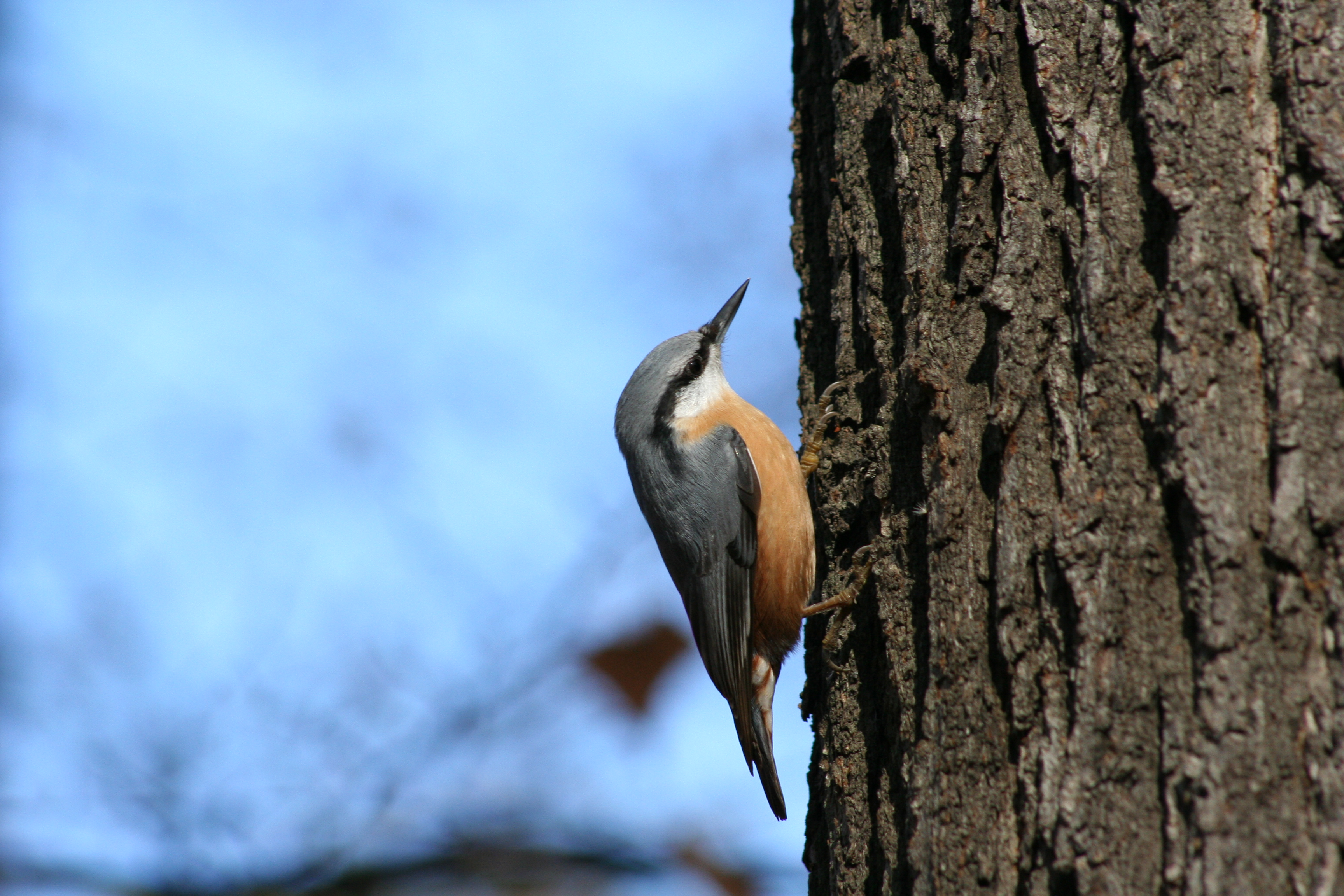
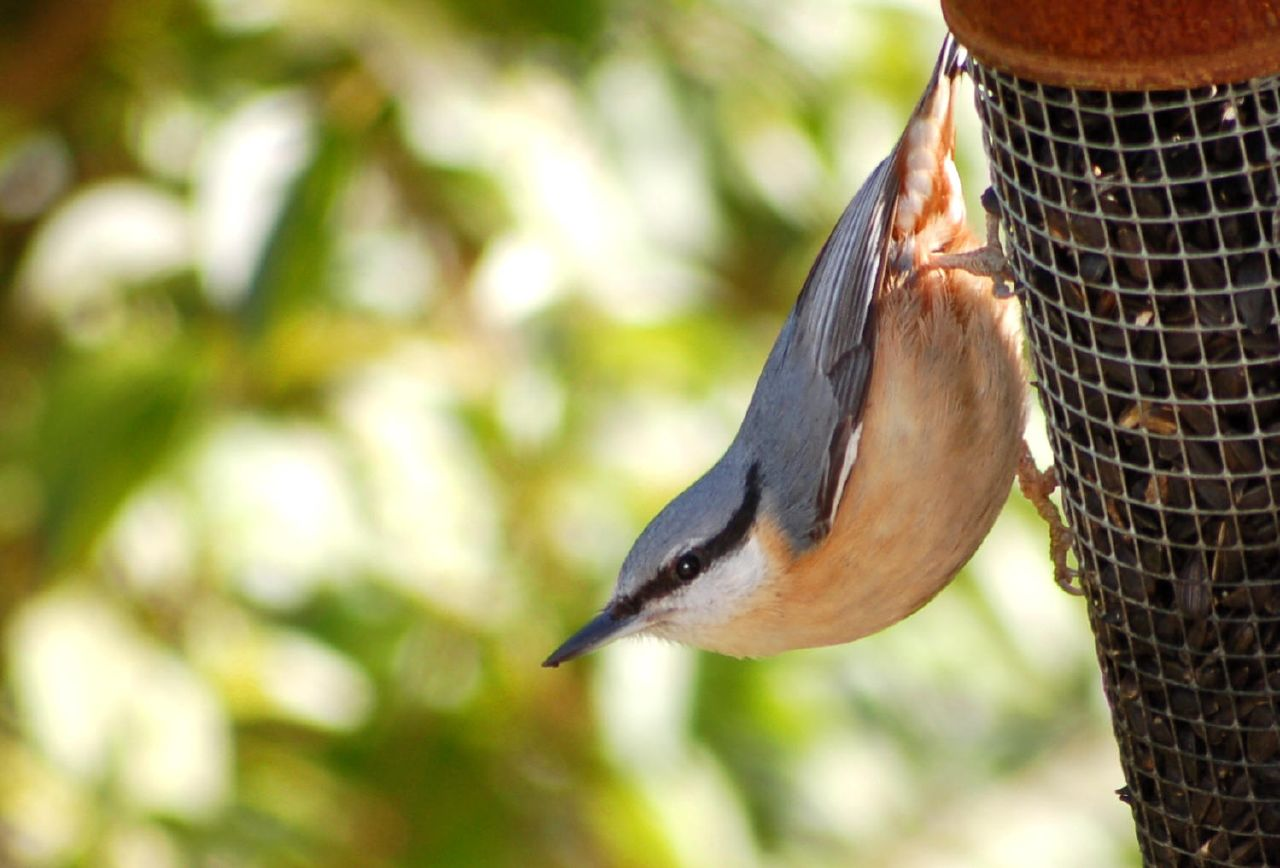

## 外部連結
- （英文） 茶腹鳾的片段
- （中文） 茶腹鳾 標本 （页面存档备份，存于）數位典藏聯合目錄

1. ↑   Harrop 和 Quinn 將 S. e. baicalensis, S. e. takatsukasai, S. e. clara 和  S. e. hondoensis 合併為 S. e. asiatica，並將 S. e. formosana 合併為 S. e. sinensis[11]
2. ↑  S. e. caesia